# کیجیرو اوزاوا
کیجیرو اوزاوا (ژاپنی: 小澤 慶二郎؛ زادهٔ ۲۳ مهٔ ۱۹۷۸) یک بازیکن فوتبال اهل ژاپن است.
از باشگاه‌هایی که در آن بازی کرده‌است می‌توان به باشگاه فوتبال ونتفورت کوفو اشاره کرد.